# Џеј Бразо
Џејмс Бразо (енгл. James "Jay" Brazeau; Винипег, 22. децембар 1953), канадски је позоришни, филмски и ТВ глумац, филмски продуцент и музичар.